# Aleuroduplidens eucalyptifolia
Aleuroduplidens eucalyptifolia is een halfvleugelig insect uit de familie witte vliegen (Aleyrodidae), onderfamilie Aleyrodinae.
De wetenschappelijke naam van deze soort is voor het eerst geldig gepubliceerd door Martin in 1999.